# Basionimo
Nella nomenclatura scientifica, il basionimo di un nome è il nome attribuito in origine (ora derubricato a sinonimo) su cui si basa un nuovo nome (il sinonimo che porta il suo nome o epiteto specifico). Deriva dai termini greci basis (cioè base) e onoma (cioè nome). 

## Applicazione

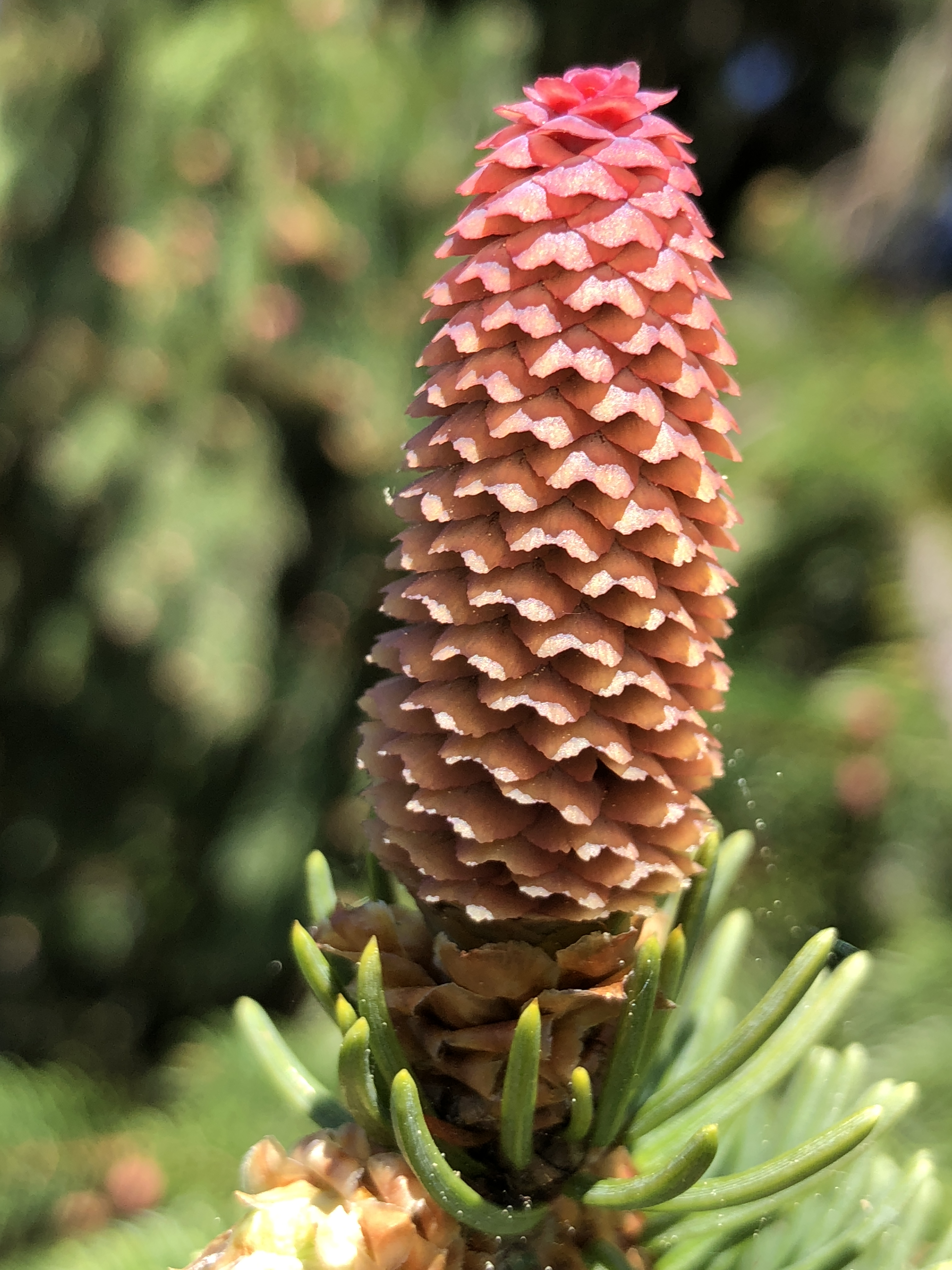
Strobilo femminile immaturo di abete rosso

In botanica, al pari di altri aspetti della nomenclatura botanica, il basionimo viene regolato dal Codice internazionale per la nomenclatura delle alghe, funghi e piante. Ad esempio, l'abete rosso è oggi noto come Picea abies (L.) H.Karst. Fu trasferito nel genere Picea dal botanico Karsten, che basò il nuovo binomio di sua invenzione sul precedente nome, Pinus abies L., che era stato pubblicato da Linneo: pertanto, Pinus abies L. è il basionimo di Picea abies (L.) H.Karst. 
Il nome del naturalista che per primo diede il nome alla specie (in questo caso Linneo, nella sua abbreviazione standard "L") viene messo tra parentesi e viene fatto seguire da quello del naturalista che la trasferì a un altro genere (Hermann Karsten, abbreviato in "H.Karst."). 
In zoologia si segue un processo analogo: per esempio, la megattera venne descritta inizialmente come Balaena novaeangliae Borowski, 1781; la specie venne riclassificata in seguito nel genere Megaptera, e il nuovo nome scientifico è quindi Megaptera novaeangliae (Borowski, 1781); a differenza della botanica, in zoologia non viene apposto il nome dell'autore che ha riclassificato il taxon.
Un basionimo non è necessariamente il primo nome pubblicato per un determinato taxon. Ciò può accadere nel caso in cui il primo binomio a essere pubblicato non fosse stato conforme alle regole stabilite dal Codice Internazionale di Nomenclatura Botanica. Inoltre, un basionimo non può esistere da solo: deve essere per forza "il basionimo di ...".